# HD 153950 b
HD 153950 b는 전갈자리 방향으로 지구로부터 약 162 광년 떨어진 곳에 있는 항성 HD 153950 주위를 도는, 외계 행성이다. 모항성은 겉보기 등급 +7의 F형 주계열성이다. 행성의 최소 질량은 목성의 약 2.73배인데 궤도 경사각이 밝혀지지 않았기 때문에 실제 질량은 이보다 커질 수 있다. 앞으로 다가오는 10년 내로 가이아 계획, 우주 간섭계 미션, 제임스 웹 우주 망원경 등의 지구 밖 외계 천체 탐사 계획을 통해 이 행성을 포함한 수많은 외계 행성들의 정확한 궤도 경사각을 밝히게 될 것이다. 항성을 1회 공전하는 데 걸리는 시간은 약 499일 정도이며 항성으로부터의 거리는 약 1.28 천문단위이다. 다만 공전궤도 이심률이 약 0.34이기 때문에, 항성에 가까워질 때는 약 0.84 천문단위, 멀어질 때는 약 1.72 천문단위까지 물러난다.
칠레 소재 라 실라 천문대의 유럽 우주국 3.6미터 망원경에 장착된 HARPS 분광 사진기를 이용, 2008년 10월 26일 Moutou 연구진이 발견했다.

## 같이 보기
- BD-17°63 b
- HD 131664
- HD 143361 b
- HD 145377 b
- HD 20868 b
- HD 43848
- HD 48265 b
- HD 73267 b

## 참고 문헌
- (영어) Moutou 연구진 (2009). “The HARPS search for southern extra-solar planets XVII. Six long-period giant planets around BD -17 0063, HD 20868, HD 73267, HD 131664, HD 145377, HD 153950” (요약). 《Astronomy & Astrophysics》 496 (2): 513-519. doi:10.1051/0004-6361:200810941.